# إيجل آي
عين النسر (بالإنجليزية: Eagle Eye) هو فيلم خيال علمي أمريكي، إنتاج 2008 من إخراج د. ج. كاروسو، وبطولة شيا لابوف وميشيل موناغان، يتحدث الفيلم بطريقة دراماتيكية عن كيف تتحكم الآلة المتطورة في عمل الإنسان عبر الذكاء الاصطناعي.

## القصة
تدور الأحداث عقب قيام الحكومة الأمريكية بإنشاء منظومة تجسس إلكتروني عملاقة تسمى عين النسر Eagle Eye وظيفتها التجسس على السكان بتوثيق وتصوير وتسجيل كل ما يفعلونه في الشارع أو في البيت أو في العمل وحتى مكالماتهم الهاتفية والرسائل القصيرة وأيضاً تراقب كل شيء على الإنترنت بداية من رسائل البريد الإلكتروني حتى برامج الدردشة والمنتديات والمدونات وتسيطر على كاميرات وأنظمة التحكم في المرور وكاميرات المراقبة الأمنية في الشوارع وعلى ماكينات سحب الأموال وتتحكم في كل ماهو إلكتروني بداية من قطارات مترو الأنفاق مروراً بأنظمة الإنذار ضد الحرائق، وتتغلغل المنظومة الأمنية بشكل متشعب في كل مكان حيث تقوم بتحليل تصرفات وأقوال البشر وكتابة تقرير عن كل إنسان، لكن ليست هذه هي كل القصة حيث تبدأ أحداث الفيلم بأن يرصد جواسيس أمريكيون موكب سيارات في صحراء إحدى الدول وبه أحد القادة الإرهابيين المطلوبين ويتم إرسال طائرة تجسس صغيرة جداً لتتبع القائد المطلوب وتصويره للتأكد من هويته وكذلك يتم عمل مسح باستخدام الأقمار الصناعية للهواتف النقالة في المنطقة التي يسير بها الموكب وتسجيل الحوار الدائر داخل السيارات التي يجلس القائد المطلوب بأحدها، وتقوم منظومة التجسس «عين النسر» بتأكيد تطابق صوت أحد الأشخاص في الموكب مع صوت القائد المطلوب بنسبة 37% وهي نسبة ضئيلة ثم توصي المنظومة بإلغاء المهمة وعدم القصف بسبب توقف ركب السيارات داخل إحدى القرى للمشاركة في جنازة، ويحدث خلاف في الرأي بين وزير الدفاع الأمريكي وقائد الأركان داخل غرفة العمليات ويتصل القادة بالرئيس الأمريكي ويطلعونه على أن أعلى نسبة تطابق وصلت إليها تحاليل تطابق الصوت في منظومة التجسس هي 51% وأن الهدف المطلوب تصفيته متواجد مع مدنيين في جنازة ويخبر القادة الرئيس بأن منظومة التجسس توصي بإلغاء المهمة لعدم وجود تهديد حقيقي للمصالح الأمريكية لكن الرئيس الأمريكي يتجاهل كل هذه الحقائق ويصر على تنفيذ المهمة بحجة حماية المواطنين الأمريكيين وبالطبع تحدث مذبحة يسقط خلالها أعداد هائلة من المدنيين أثناء مراسم دفن المتوفي، بعد هذا تقرر المنظومة الأمنية إعادة تقييم النظام السياسي الأمريكي خاصة بعدما تبين عدم وجود القائد المطلوب قتله ضمن ضحايا القصف وتدين منظومة عين النسر الرئيس الأمريكي وحكومته ثم تقرر أن تستخدم كل إمكانياتها في تجنيد اثنان من مواطني الولايات المتحدة الأمريكية وإجبارهم بطرق جهنمية على تنفيذ مخطط غاية في الدقة والإحكام للتخلص من الرئيس الأمريكي ونائبه وكل من يتبعهم في خط الخلافة الرئاسية في الولايات المتحدة ورئيس أركان الجيش وبعض القادة العسكريين، وتستند منظومة التجسس على نصوص إعلان الاستقلال الأمريكي التي تنص على أنه «إذا أصبحت أي حكومة فاسدة لدرجة أن تتخلى عن الالتزام بالقوانين فمن الواجب على الشعب السعي لتغيير هذه الحكومة الفاسدة بكل الطرق الممكنة».
في الثلث الأول من الفيلم تسير الأحداث بإيقاع هادئ نوعاً ما ثم بعد ذلك تتلاحق الأحداث بسرعة رهيبة وبشكل متقن ومحبوك لأقصى درجة، نجح الفيلم في تصدر إيرادات الأفلام الأمريكية في شباك التذاكر ربما لإعجاب الجماهير الشديد بالرسالتان الرئيسيتان التي يتضمنهما الفيلم، الرسالة الأولى هي أن الآلة قد تكون أكثر أخلاقاً من بعض البشر الذين يضعون القواعد والقوانين والقيم ثم يتجاهلوا تطبيقها ومن ثم فهم يستحقون أن يلقنوا على أيدي الآلة درساً قاسياً، الرسالة الثانية هي أنه في بعض الأحيان تتخذً إجراءات لحماية حرية البشر وبنفس الوقت قد تكون هي ذاتها أكبر تهديد للحرية.